# ديوه ويليامز
ديوه ويليامز (بالإنجليزية: Dioh Williams) (مواليد 8 أكتوبر 1984 في مونروفيا) لاعب كرة قدم ليبيري دولي يجيد اللعب في خط الهجوم . يلعب لصالح نادي آرهوس الدنماركي .

## روابط خارجية
- ديوه ويليامز على موقع الاتحاد الدولي (مؤرشف)  (الإنجليزية)
- ديوه ويليامز على موقع اتحاد السويد (السويدية)
- ديوه ويليامز على موقع قاعدة بيانات كرة القدم.إي يو (الإنجليزية)
- ديوه ويليامز على موقع ناشيونال فوتبول تيمز (الإنجليزية)
- ديوه ويليامز على موقع Soccerway.com (الإنجليزية)
- ديوه ويليامز على موقع عالم كرة القدم.نت (الإنجليزية)
- ديوه ويليامز على موقع كووورة